# Slovensko pokalno tekmovanje v hokeju na travi
Slovensko pokalno tekmovanje v hokeju na travi je klubsko tekmovanje v hokeju na travi v Sloveniji. Pokalno tekmovanje na državnem nivoju je bilo ustanovljeno v sezoni 1991/1992 in poteka pa pod okriljem Zveze za hokej na travi Slovenije. 

## Zgodovina
Prvi zmagovalci v pokalnem tekmovanju v samostojni Sloveniji so bili hokejisti HK Triglav Predanovci. Na sploh so v zadnjem desetletju prejšnjega tisočletja v tem tekmovanju prevladovali hokejisti iz Predanovcev, ki so šestkrat osvojili tekmovanje. Od sezone 1999/2000 naprej pa do danes so vsa preostala pokalna tekmovanja osvojili hokejisti HK Lipovci. V sezoni 2001/2002 sta se za naslov pokalnih prvakinj začeli potegovati tudi ženski ekipi HK Triglav Predanovci in HK Moravske Toplice.
Zmagovalec pokalnega tekmovanja je imel tudi pravico do udeležbe na evropskih klubskih pokalnih tekmovanjih. Na ta tekmovanja se je lahko prijavila, tudi drugouvrščena ekipa v primeru, da je bil pokalni zmagovalec hkrati tudi državni prvak. Po spremembi evropskih klubskih tekmovanj leta 2008 je bilo evropsko klubsko pokalno tekmovanje ukinjeno. Posledično so se tudi na ZHNTS odločili in pokalno tekmovanje s sezono 2009/2010 ukinili.
Sicer se je nasploh prvo pokalno prvenstvo na slovenskem republiškem nivoju, odigralo leta 1965. Prvi zmagovalci takratnega tekmovanja so postali igralci HK Partizan Gaberje Celje.  

## Statistika - člani

### Naslovi zmagovalcev po sezonah
| Sezona  | Prvak                 |
| ------- | --------------------- |
| 2008/09 | HK Pliva Lipovci      |
| 2007/08 | HK Pliva Lipovci      |
| 2006/07 | HK Pliva Lipovci      |
| 2005/06 | HK Pliva Lipovci      |
| 2004/05 | HK Lek Lipovci        |
| 2003/04 | HK Lek Lipovci        |
| 2002/03 | HK Lek Lipovci        |
| 2001/02 | HK Lek Lipovci        |
| 2000/01 | HK Lek Lipovci        |
| 1999/00 | HK Lek Lipovci        |
| 1998/99 | HK Triglav Predanovci |
| 1997/98 | HK Triglav Predanovci |
| 1996/97 | HK Lek Lipovci        |
| 1995/96 | HK Triglav Predanovci |
| 1994/95 | HK Triglav Predanovci |
| 1993/94 | HK Lek Lipovci        |
| 1992/93 | HK Triglav Predanovci |
| 1991/92 | HK Triglav Predanovci |

### Naslovi zmagovalcev po klubih
| Klub                  | Št. naslovov |
| --------------------- | ------------ |
| HK Lipovci            | 12           |
| HK Triglav Predanovci | 6            |

## Statistika - članice

### Naslovi zmagovalk po sezonah
| Sezona  | Prvak                 |
| ------- | --------------------- |
| 2008/09 | HK Triglav Predanovci |
| 2007/08 | HK Moravske Toplice   |
| 2006/07 | HK Moravske Toplice   |
| 2005/06 | HK Triglav Predanovci |
| 2004/05 | HK Triglav Predanovci |
| 2003/04 | HK Moravske Toplice   |
| 2002/03 | HK Triglav Predanovci |
| 2001/02 | HK Triglav Predanovci |

### Naslovi zmagovalk po klubih
| Klub                  | Št. naslovov |
| --------------------- | ------------ |
| HK Triglav Predanovci | 5            |
| HK Moravske Toplice   | 3            |

## Statistika - republiški nivo

### Naslovi zmagovalcev po letih
| Leto | Prvak                     |
| ---- | ------------------------- |
| 1991 | Pokal ni bil odigran      |
| 1990 | HK ABC Pomurka            |
| 1989 | HK Svoboda Ljubljana      |
| 1988 | HK ABC Pomurka            |
| 1987 | HK ABC Pomurka            |
| 1986 | HK ABC Pomurka            |
| 1985 | HK Pomurje                |
| 1984 | HK Pomurje                |
| 1983 | HK Pomurje                |
| 1982 | HK Pomurje                |
| 1981 | HK Pomurje                |
| 1980 | HK Pomurje                |
| 1979 | HK Pomurje                |
| 1978 | HK Pomurje                |
| 1977 | HK Pomurje                |
| 1976 | HK Pomurje                |
| 1975 | HK Partizan Gaberje Celje |
| 1974 | HK Partizan Gaberje Celje |
| 1973 | HK Partizan Gaberje Celje |
| 1972 | HK Partizan Gaberje Celje |
| 1971 | HK Partizan Gaberje Celje |
| 1970 | HK Bogojina               |
| 1969 | HK Partizan Gaberje Celje |
| 1968 | HK Partizan Gaberje Celje |
| 1967 | HK Partizan Gaberje Celje |
| 1966 | HK Partizan Gaberje Celje |
| 1965 | HK Partizan Gaberje Celje |

### Naslovi zmagovalcev po klubih
| Klub                      | Št. naslovov |
| ------------------------- | ------------ |
| HK Pomurje                | 14           |
| HK Partizan Gaberje Celje | 10           |
| HK Bogojina               | 1            |
| HK Svoboda Ljubljana      | 1            |